# WHITE REFLECTION THE MOVIE
『WHITE REFLECTION THE MOVIE』（ホワイト・リフレクション ザ・ムービー）は、日本の音楽ユニットTWO-MIXの映像作品で2001年8月8日に発売された。

## 概要
TWO-MIXとしては初となるPVを収録された作品。
1997年に発売されたベスト・アルバム『BPM "BEST FILES"』のCD-ROMに収録された「WHITE REFLECTION」のアニメーションPVと、1998年にヴェルファーレで行なわれたファンクラブ限定イベントで公開された『NON STOP MEGA MIX』が収録されている。
2021年に発売されたオールタイムベストアルバム『TWO-MIX 25th Anniversary ALL TIME BEST』の初回限定盤のみに付属するBlu-rayに収録され、初となるBlu-ray化が実現した。

## 収録曲
| 全作詞: 永野椎菜、全編曲: 永野椎菜・高山みなみ。 |                       |          |            |       |
| #                                                | タイトル              | 作詞     | 作曲       | 時間  |
| 1.                                               | 「WHITE REFLECTION」  | 永野椎菜 | 高山みなみ | 4:42  |
| 2.                                               | 「NON STOP MEGA MIX」 | 永野椎菜 | TWO-MIX    | 20:17 |

## 曲解説
1. WHITE REFLECTION
  - 1997年に発売されたベスト・アルバム『BPM "BEST FILES"』のCD-ROMに収録されたPV。
2. NON STOP MEGA MIX
  - 1998年にヴェルファーレで行なわれたファンクラブ限定イベントで公開されたフルCGPV。楽曲は以下の通り。

1. JUST COMMUNICATION
2. TIME DISTORTION
3. WAKE
4. STAYIN'ALIVE
5. WHITE REFLECTION
6. BURNING
7. INNOCENT DANCE
8. MAXIMUM

## リリース履歴
| No. | 日付         | レーベル       | 規格 | 規格品番 | 最高順位 | 備考 |
| --- | ------------ | -------------- | ---- | -------- | -------- | ---- |
| 1   | 2001年8月8日 | キングレコード | DVD  | KIBM-25  | -        |      |